# After Eight
After Eight est une marque commerciale de confiseries d'origine britannique composées d'une fine feuille de chocolat noir fourrée d'une crème à la menthe créée en 1962 par la société Rowntree's, intégrée en 1988 au conglomérat suisse Nestlé.
En 2010, Nestlé annonce la fermeture de l'usine de Castleford, et le transfert de la fabrication dans son usine d'Halifax pour la fin 2012, une partie de la fabrication devrait également être déplacée à Hambourg, en Allemagne, qui en fabrique depuis 1967.
La marque appartient à la firme suisse Société des Produits Nestlé.
Le logo d'After Eight (« après huit » (heures) en français) est une horloge indiquant 8 heures 5 d'où le nom d'After Eight[réf. souhaitée].